# ECDM-Verfahren
Das ECDM-Verfahren (Electro Chemical Discharge Machining) ist eine Kombination der beiden bekannten Fertigungsverfahren, der    Funkenerosion (EDM) und des elektrochemischen Abtragens (ECM). Das ECDM-Verfahren, auch als ein "hybrides" Fertigungsverfahren bezeichnet, kombiniert in sich die technischen Vorteilen von EDM und ECM und wird heutzutage bei der Herstellung von kleinen Bohrungen in der Einspritztechnik der Automobilindustrie verwendet.
Durch das ECDM-Verfahren können elektrisch leitende Materialien mittels elektrischen Entladungen, die in einer Elektrolytlösung, beispielsweise aus einer Mischung zwischen demineralisiertem Wasser und einem pulverförmigen chemischen Salz, generiert sind, bearbeitet werden. 
Das physikalische Prinzip des Verfahrens kann so beschrieben werden: Nach dem Anlegen einer elektrischen Spannung zwischen einem Werkzeug (Kathode) und einem Werkstück (Anode), die in einem bestimmten Abstand (Arbeitsspalt) von wenigen Mikrometern voneinander getrennt sind, erfolgt zuerst in der Elektrolytlösung, die sich zwischen dem Werkzeug und dem Werkstück befindet, die Bildung von Gas (Wasserstoff) an der Kathode und einen elektrochemischen Abtrag des Werkstückmaterials, d. h., es findet hier die Entwicklung der sog. ECM-Phase des ECDM-Prozesses statt. Mit dem Ablauf des Prozesses wird das Gasvolumen, das sich auch zur Richtung des gegenüberliegenden Werkstückes bewegt, an der Kathode erhöht, sodass der elektrische Widerstand des Arbeitsspaltes dadurch allmählich gesteigert wird. Das Gasvolumen erreicht dann die Oberfläche des Werkstückes und verursacht dadurch die komplette elektrische Isolierung des Arbeitsspaltes. Hierbei passiert eine elektrische Entladung, die das Schmelzen des Werkstück- und Werkzeugmaterials verursacht. Die Erscheinung der elektrischen Entladung wird als der Anfang der EDM-Phase des ECDM-Verfahrens benannt.